# Portret van Jan Vekemans

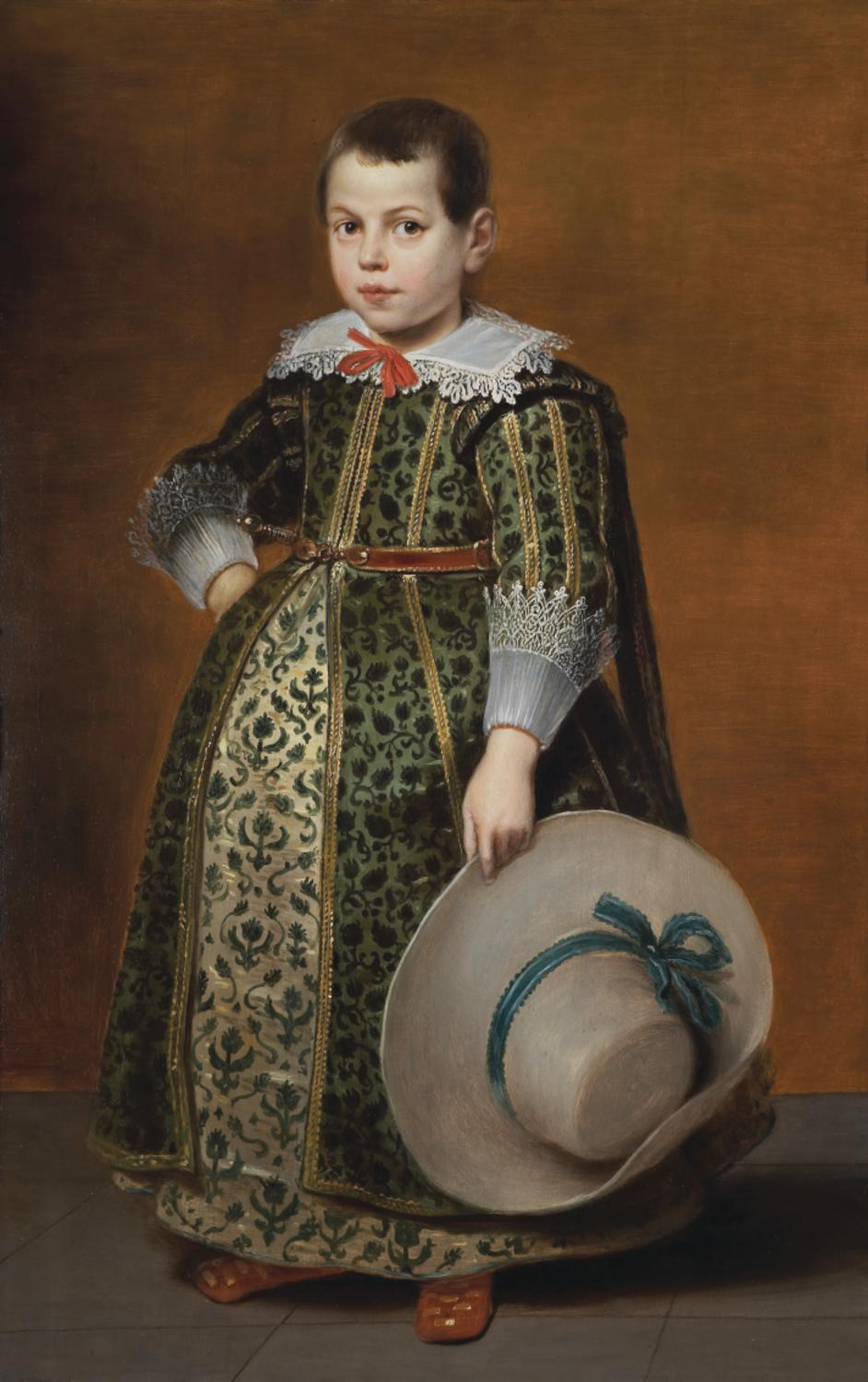
Portret van Jan Vekemans

Het Portret van Jan Vekemans (Frans: Portrait de Jan Vekemans) is een schilderij van de Vlaamse barokschilder Cornelis de Vos. Het werk is geschilderd in de stijl van de Antwerpse barok.

## Geschiedenis
In 1624 geeft de zeer welvarend koopman in zijdestoffen te Antwerpen, Joris Vekemans, aan Cornelis de Vos de opdracht om van zijn gezin portretschilderijen te maken. Het gezin bestond uit vader Joris, moeder Maria, en hun zes kinderen (waaronder Frans, Cornelia en Jan). Een jaar later overleed Joris Vekemans. De schilder had toen drie schilderijen voltooid, dat van Joris, Maria en Frans, twee schilderijen waren nog niet afgewerkt, dat van Cornelia en Jan, en aan die van de andere drie kinderen was de kunstschilder nog niet begonnen.
In 1897 ontdekte de Antwerpse kunstverzamelaar Fritz Mayer van den Bergh de schilderijen van Joris, Maria, Frans en Cornelia. Het werk van Jan ontbrak.
In 1986 koopt een Britse kunstverzamelaar het Portret van Jan Vekemans en voegt deze toe aan zijn privécollectie. Deze raakte op de hoogte van het bestaan van de andere vier werken door kunstpublicaties.
In 2006 wilde de Britse kunstverzamelaar het schilderij herenigen met de vier andere familieportretten in het Museum Mayer van den Bergh. Het museum had echter bij de oprichting de bepaling meegekregen dat de collectie moest blijven zoals die was geschonken. Het museum kon zodoende het werk niet aankopen. Het Erfgoedfonds van de Koning Boudewijnstichting bood uitkomst door het werk aan te kopen en het vervolgens in permanente bruikleen te geven aan het museum.

## Beschrijving
De schilderijen zijn naar levensgroot formaat geschilderd, als paren naar elkaar toe gericht. Het Portret van Jan Vekemans toont de dan vijfjarige Jan in een kostuum met rok en open japon in groen fluweel. In zijn hand houdt hij een hoed en aan een lederen gordel is het gevest zichtbaar van een wapen. Deze attributen zijn typisch mannelijk en geven aan dat het kind een hoge status heeft. De kleding van het kind was niet alledaags maar luxueuze feestkledij. Het schilderij is niet geheel afgewerkt, de volledige achtergrond ontbreekt.